# Sanz Enea (Zarauz)
San Enea es un palacete de veraneo del siglo XIX diseñado por el arquitecto francés C.H. Besoin en la localidad guipuzcoana de Zarauz. Es una de las numerosas villas que había en la villa próximo al otro palacete que queda en pie, Villa Munda.
Desde 1985 es de uso municipal. La reforma se llevó a cabo por Jorge Caballero Bustamante. Alberga la biblioteca del municipio y diferentes exposiciones itinerantes.